# Kantrida (stadion)
Stadion Kantrida – stadion w Chorwacji, znajdujący się w mieście Rijeka. Na tym stadionie do 2015 roku swoje mecze rozgrywała miejscowa drużyna NK Rijeka, która przeniosła się następnie na stadion Rujevica; czasami grywała tu również reprezentacja Chorwacji. Swoją nazwę stadion ten wziął od sąsiedztwa dzielnicy Kantrida. Leży przy klifie nad Morzem Adriatyckim.
Stadion został wybudowany w 1925 roku. Jego pojemność liczy 10 300 widzów. Kantrida ma także oświetlenie o mocy 2000 luksów. Obiekt ten został wybrany także do listy proponowanych stadionów we wspólnej kandydaturze Chorwacji i Węgier przy organizacji Euro 2012.